# 佐藤なる美
佐藤 なる美（さとう なるみ、1984年5月23日 - ）は、日本の女性声優。宮城県仙台市出身。81プロデュース所属。

## 人物
方言は東北弁。
趣味・特技は歌、剣道初段、珠算3級。

## 出演
太字はメインキャラクター。

### テレビアニメ
2004年
- 十兵衛ちゃん2 〜シベリア柳生の逆襲〜（ウサギ）

2005年
- おじゃる丸（2005年 - 、電ボ三十郎〈2代目〉、電ボ子〈3代目〉、子電ボ、かげよ、かげヒコ 他）
- ギャグマンガ日和（2005年 - 2025年、うさみちゃん、ララ美、チュウ作、ドガ、沖田総司 他） - 5シリーズ
- レジェンズ 甦る竜王伝説（カーバンクル、クラスメイト）

2007年
- Over Drive（生徒）
- まめうしくん（ちっちゃいの）

2009年
- クプ〜!!まめゴマ!（まめ太）

2010年
- メタルファイト ベイブレード 爆（子供A）

2011年
- SKET DANCE（ダイチ）
- バクマン。（男の子）
- ポケットモンスター ダイヤモンド&パール 特別編（クロウ）

2012年
- 神様はじめました（2012年 - 2015年、遊女B、桜子） - 2シリーズ
- 人類は衰退しました（妖精さん）

2019年
- 明治東亰恋伽（クラスメイト3、スープ女、助手）

### 吹き替え
- リ・ジェネシス4 バイオ犯罪捜査班 #11（2005年）

### シリーズ一覧
1. ↑  第1期（2005年）、第2期『2』（2006年）、第3期『3』（2008年）、第4期『+』（2010年）、第5期『GO』（2025年）[6]